# Znosicze
Znosicze (ukr. Зносичі) – wieś na Ukrainie, w obwodzie rówieńskim, w rejonie sarneńskim. W 2001 liczyła 2256 mieszkańców, spośród których 2250 posługiwało się językiem ukraińskim, a 6 rosyjskim.
Tak jak cały obecny obwód rówieński, wieś znajdowała się w granicach II RP, wchodząc w skład województwa wołyńskiego, powiat sarneński, gmina Niemowicze.